# Kastráki (Arcadie)
Pour les articles homonymes, voir Kastráki.
Kastráki (grec moderne : Καστράκι) est une localité située dans le dème de Gortynie, dans le district régional d'Arcadie, dans la périphérie du Péloponnèse, en Grèce.
Selon le recensement de 2021, elle compte 37 habitants.